# Internazionali Femminili di Palermo 2008
Gli Internazionali Femminili di Palermo 2008 sono stati un torneo femminile di tennis giocato sulla terra rossa.
È stata la 21ª edizione degli Internazionali Femminili di Palermo, che fa parte della categoria Tier IV nell'ambito del WTA Tour 2008.Si è giocato a Palermo in Italia, dal 7 al 13 luglio 2008.

## Campionesse

### Singolare
Sara Errani ha battuto in finale  Marija Korytceva con il punteggio di 6–2, 6–3

### Doppio
Sara Errani /  Nuria Llagostera Vives hanno battuto in finale  Alla Kudrjavceva /  Anastasija Pavljučenkova con il punteggio di 2–6, 7–6(1), 10–4